# Zinajida Turtjina
Zinajida Michajlivna Turtjina (ukrainska: Зінаїда Михайлiвна Турчина), född Stolitenko den 17 maj 1946 i Kiev i dåvarande Ukrainska SSR, är en ukrainsk före detta sovjetisk handbollsspelare och handbollstränare.

Hon spelade över 500 landskamper för Sovjetunionens landslag mellan åren 1965 och 1988. År 2000 utsågs hon av IHF till århundradets bästa handbollsspelare i världen. Hon var gift med handbollstränaren Igor Turtjin från 1965 till hans död 1993. Hon började tränarkarriären 1993 och avslutade den 1996. 2016 är hon ordförande för Spartak Kiev och vice ordförande för Ukrainas handbollsförbund.

Som spelare var Turtjina bland annat med och tog guld vid OS 1976 i Montréal och vid OS 1980 i Moskva, samt OS-brons 1988 i Seoul.

## Klubbar
- Spartak Kiev (1962–1994)

## Meriter
- Sovjetisk mästare 20 gånger: 1969, 1970, 1971, 1972, 1973, 1974, 1975, 1976, 1977, 1978, 1979, 1980, 1981, 1982, 1983, 1984, 1985, 1986, 1987 och 1988
- Europacupmästare (nuvarande  Champions League) 13 gånger: 1970, 1971, 1972, 1973, 1975, 1977, 1979, 1981, 1983, 1985, 1986, 1987 och 1988